# Utnötningskrig
Utnötningskrig är en form av krigföring där de krigförande parterna är så jämnstarka att avgörandet endast kan nås genom en utdragen och ömsesidig utnötning av deras resurser där vinnaren blir den med störst reserver (ekonomiska eller militära). Västfronten under första världskriget är ett typexempel på utnötningskrig men även där den ena parten är totalt militärt underlägsen som FNL under Vietnamkriget kan detta ske.[förklaring behövs]